# 1510 en musique classique
| \| • Retour à la chronologie générale de la musique classique • \| |
| Grèce • Rome • Haut Moyen Âge • VIIIe siècle • IXe siècle • Xe siècle • XIe siècle XIIe siècle • XIIIe siècle • XIVe siècle • XVe siècle • XVIe siècle • XVIIe siècle XVIIIe siècle • XIXe siècle • XXe siècle • XXIe siècle |
| • Retour à la chronologie générale de la musique classique • |

| Années en musique classique : 1507 - 1508 - 1509 - 1510 - 1511 - 1512 - 1513    |
| Décennies en musique classique : 1480 - 1490 - 1500 - 1510 - 1520 - 1530 - 1540 |

## Naissances
- Antonio de Cabezón, compositeur espagnol († 26 mars 1566).
- Ghiselin Danckerts, compositeur, chanteur et théoricien de la musique († août 1565).
- Luigi Dentice, compositeur, chanteur, luthiste et théoricien de la musique italien († 1566).
- Giovanni Domenico da Nola, compositeur et poète italien († 1592).

Vers 1510 :
- Arnold Caussin, musicien et compositeur († vers 1558).
- Georg Forster, compositeur et éditeur de musique allemand († 12 novembre 1568).
- Andrea Gabrieli, compositeur italien († vers 1586).
- Pierre de Manchicourt, compositeur franco-flamand († 5 octobre 1564).
- Alonso Mudarra, vihueliste, guitariste et compositeur espagnol († 1er avril 1580).
- Jan Nasco, compositeur franco-flamand († 1561).
- Martin Peudargent, compositeur franco-flamand († entre 1589 et 1594).
- Pierre Phalèse le Vieux, imprimeur, libraire et éditeur de musique flamand († vers 1575).
- Dominique Phinot, compositeur français († vers 1556).

Vers 1510-1515 :
- Jacob Clemens non Papa, compositeur franco-flamand († 1555-1556).
- Tielman Susato, musicien, compositeur, imprimeur et éditeur de musique franco-flamand († vers 1570).